# Gilles Bachelet
Pour les articles homonymes, voir Bachelet.
Gilles Bachelet est un auteur et illustrateur français de littérature jeunesse né le 5 septembre 1952 à Saint-Quentin.

## Biographie
Né en 1952 dans l’Aisne, Gilles Bachelet passe les premières années de son enfance près d’Oloron-Sainte-Marie, dans les Pyrénées. En 1971, il s’inscrit en Faculté d’arts plastiques à Paris tout en préparant le concours de l’École nationale supérieure des arts décoratifs. Il y passera cinq ans avec une parenthèse de quelques mois en tant que directeur artistique dans un bureau d’études à Téhéran. À partir de 1977, il commence à démarcher la presse. Son premier travail sera une couverture pour le magazine L'Expansion. Les commandes affluant, il quitte les Arts Déco (sans diplôme) pour le monde du travail.
Depuis, il exerce la profession d’illustrateur indépendant pour la presse, l’édition et la publicité. Il collabore à de nombreux magazines (L'Express, Lire, Marie Claire, L'Expansion, Science et Vie, Okapi, J'aime lire, Youpi, etc.) et illustre des ouvrages chez différents éditeurs comme Le Seuil, Nathan, Hachette, Presses de la Cité, Harlin Quist.
Depuis 2001, il enseigne l’illustration et les techniques d’édition à l’École supérieure d'art de Cambrai et réalise des albums.
Durant l'hiver 2006–2007, la bibliothèque Marmottan à Boulogne-Billancourt a présenté une exposition intitulée « Champignon Bonaparte de Gilles Bachelet ».
En 2016, à la médiathèque Roger Gouhier de Noisy-le-Sec, a été organisée une exposition d'originaux, avec une visite de Gilles Bachelet.
Il est membre de la Charte des auteurs et des illustrateurs jeunesse.
En 2022 et 2024, il est l'illustrateur français sélectionné pour le prestigieux prix Hans-Christian-Andersen.
En 2024, il est sélectionné pour la troisième année d'affilée pour le prestigieux prix suédois, le prix commémoratif Astrid-Lindgren.

## Œuvres
- Ice Dream, Crapule Productions, 1984, puis Harlin Quist, 1998.
- Hôtel des voyageurs, Crapule, 1986, puis Seuil Jeunesse, 2005  (ISBN 2020787962).
- Le singe à Buffon, Seuil Jeunesse, 2002  (ISBN 2020537915).
- Mon chat le plus bête du monde, Seuil Jeunesse, 2004  (ISBN 2020660490).
- Champignon Bonaparte, Seuil Jeunesse, 2005  (ISBN 2020849623).
- Quand mon chat était petit, Seuil Jeunesse, 2007  (ISBN 202095334X).
- Il n'y a pas d'autruches dans les contes de fées, Seuil Jeunesse, 2008  (ISBN 2020984164).
- Des nouvelles de mon chat, Seuil Jeunesse, 2009  (ISBN 2021004899).
- Madame le Lapin Blanc, Seuil Jeunesse, 2012  (ISBN 2021092771).
- Le Chevalier de Ventre-à-Terre, Seuil Jeunesse, 2014  (ISBN 9791023503548).
- Une histoire qui…, Seuil Jeunesse, 2016  (ISBN 9791023506235).
- Une histoire d'amour, Seuil Jeunesse, 2017  (ISBN 9791023509717).
- XOX et OXO, Seuil Jeunesse, 2018 (ISBN 9791023511239).
- Coffret Tout mon chat, Seuil Jeunesse, 2019  (ISBN 9791023508192), réunissant les trois albums "Mon chat..." et un inédit de 2019, Le Casting.
- Résidence Beau Séjour, Seuil Jeunesse, 2020  (ISBN 9791023514193).

## Décoration
- Chevalier de l'ordre des Arts et des Lettres 2013[7]

## Prix et distinctions
- Grand prix jeunesse de la Société des gens de lettres pour Le singe à Buffon 2003[8],[9]
- Prix Baobab[10] du Salon du livre et de la presse jeunesse de Montreuil pour Mon chat le plus bête du monde en 2004[11]
- Prix Cadet de la fondation du Mouvement pour les villages d'enfants pour Mon chat le plus bête du monde en 2005[12]
- Prix Bernard Versele pour Mon chat le plus bête du monde en 2007
- Pépite de l'album[13] au salon du livre et de la presse jeunesse de Montreuil (anciennement Prix Baobab) pour Madame le Lapin Blanc en 2012[14]
- Prix de la Semaine Paul Hurtmans du livre de jeunesse[15] pour Le chevalier de Ventre-à-Terre
- Prix Andersen (Italie) pour Le Chevalier de Ventre-à-Terre en 2016[16]
- Prix Libr'à Nous[17] 2018, catégorie Album jeunesse, pour Une histoire d'amour
- Prix Ficelle[18]  2018 pour Une histoire d'amour
- Prix La Grande Ourse du Salon du livre et de la presse jeunesse de Montreuil pour l'ensemble de son œuvre en 2019[19]
- Prix Enfantaisie[20] 2022, catégorie Album , pour Résidence Beau Séjour
- Prix Bernard Versele[21] 2023 pour Résidence Beau Séjour
- Sélection Prix Hans-Christian-Andersen 2022[4] et 2024[5] dans la catégorie Illustration
- Sélection pour le Prix commémoratif Astrid-Lindgren 2022, 2023 et 2024[6]